# Epåletträdssläktet
Epåletträdssläket (Pterostyrax) är ett växtsläkte i familjen storaxväxter med fyra arter från östra Asien. Epåletträd (P. hispida) odlas sällsynt som prydnadsväxt i södra Sverige.
Släktet består av lövfällande buskar och träd. Bladen är strödda, stipler saknas. Bladskivornas kanter är tandade. Blomställningen är hängande, ensidig, men många blommor. Högbladen faller av tidigt. Blomskaftet är kort och ledat. Blommorna är tvåkönade. Fodret är klocklikt, femkantigt, femflikigt och helt sammanväxt med fruktämnet. Kronan är femflikig, flikarna är fastade vid varandra vid basen. ståndarna är oliklånga, fem korta och liklånga, samt fem längre i olika längder, de är sammanväxta vid basen till ett rör. Fruktämnet är vanligen översittande, 3-5-rummigt med 4 fröämnen per rum. Frukten är en torr kapsel med ribbor eller vingar och 1-2 frön, pistillen sitter kvar som en näbb.